# Kroonprinses Carola-medaille van de Albertvereniging
De Kroonprinses Carola-medaille van de Albertvereniging (Duits: Kronprinzessin Carola-Medaille des Albert-Vereins) werd in 1871 ingesteld door de Albertvereniging, een charitatieve organisatie in het koninkrijk Saksen. Het is dus geen officiële Saksische onderscheiding, de medailles worden in catalogi wel tot de Saksische eretekens gerekend.
De Carolamedaille werd op 17 september 1892 door koning Albert van Saksen ingesteld. De aanleiding was de Frans-Duitse Oorlog van 1870 waarin Saksen aan de zijde van Frankrijk tegen Pruisen vocht. De gouden en zilveren medailles werden op voordracht van zijn echtgenote, koningin Carola van Wasa-Holstein-Gottorp aan verdienstelijke leden van die vereniging toegekend.
De medaille is rond en op de voorzijde is een naar links gewend portret van de met de nog jonge koningin met op haar linkerschouder een afhangende gekrulde vlecht afgebeeld met het omschrift "CAROLA KRONPRIZESSIN VON SACHSEN". Op de keerzijde staat een niet geëmailleerd Kruis van Genève, het symbool van het Rode Kruis, EU MATTH. CAP. 25. V. 40. met het omschrift
Men droeg de medaille aan een groen lint met twee brede witte strepen op de linkerborst. Dames droegen de medaille aan een strik op de linkerschouder.
De Kroonprinses Carolamedailles zijn kostbaar uitgevoerd, Ze zijn van puur goud en puur zilver geslagen.
Er werd later ook een Carola-medaille van de Albertvereniging" in goud, zilver en brons ingesteld. Deze medailles, met een oudere gekroonde koningin Carola zonder haarvlecht, werden in 1892 ingesteld.